# ポートランド・ファッションウィーク
ポートランド・ファッションウィーク (Portland Fashion Week) は、アメリカ合衆国で開催されているコレクションである。

## 解説
アメリカのポートランドで、毎年10月に行われているファッションショーである。バラの町(City of Roses)として有名なポートランドで3週間にわたって開催される。世界で初めてサステナブルをテーマにしたファッションウィーク。ポートランドの新進デザイナーが中心。例年通り会場はパイオニア・コートハウス・スクエアで行われる。